# Bonallack & Sons
Bonallack & Sons Ltd. war ein britisches Unternehmen und kurzzeitig Hersteller von Automobilen.

## Unternehmensgeschichte
Das Unternehmen aus London stellte ursprünglich Karosserien für Nutzfahrzeuge her. 1951 begann die Produktion von Automobilen. Der Markenname lautete Bonallack. 1952 endete die Produktion. Insgesamt entstanden nur wenige Exemplare.

## Fahrzeuge
Das einzige Modell war der Minnow, ein Dreirad mit einzelnem Hinterrad. Die Vorderräder waren einzeln aufgehängt und der Motor hinter den Sitzen vor dem Hinterrad montiert. Zunächst trieb ein Einzylindermotor von Villiers mit 200 cm³ Hubraum das Fahrzeug an, der sich allerdings als zu schwach erwies. Daher gab es später einen Zweizylinder-Zweitaktmotor von Excelsior mit 10 PS (7,5 kW). Die offene Karosserie bestand aus Aluminium und bot Platz für zwei Personen nebeneinander. An der Front befand sich nur ein Scheinwerfer. Die Räder maßen lediglich 6 Zoll.
Als Neupreis sind 300 Pfund als Grundpreis und 468 Pfund inklusive Steuer überliefert. Zwei Fahrzeuge mit den britischen Kennzeichen EAN 363 und DJD 555 sind abgebildet. Ein Fahrzeug existiert noch.